# Перегруппировка Брука
Перегруппировка Брука — в органической химии реакция, в ходе которой органосилильная группа мигрирует с атома углерода на атом кислорода прилежащей гидроксильной группы. Конечным продуктом является силильный эфир. Данный процесс протекает под действием основания. Реакция названа так по имени канадского химика Адриана Гиббса Брука (р. 1924).
Заместители при атоме кремния могут быть алифатическими (например, метил) или ароматическими (фенил). Спирт может быть вторичным или третичным с алифатическими или ароматическими группами. В качестве основания может выступать амин, гидроксид натрия, органолитиевое соединение или сплав щелочных металлов (к примеру, натрий-калиевый).

## Механизм реакции
Первой стадией данного процесса является отщепление протона от гидроксильной группы с помощью основания. Далее, образовавшийся алкоксианион выступает в роли нуклеофила и замещает метиленовую группу при атоме кремния. В качестве переходного состояния для данной стадии был предложен трехчленный цикл с нарастающим порядком Si-O связи и разрывающейся связью Si-C. Полученный карбанион быстро присоединяет протон из подходящего источника, например, растворителя, и превращается в нейтральный продукт — силильный эфир.
Было найдено, что энтальпия активации для реакции (триметилсилил)метилфенилметанола относительно мала, и в то же время энтропия активации имеет большое отрицательное значение. Это подтверждает предположение о циклическом переходном состоянии. Константы Гаммета для ряда пара-замещенных фенилметанолов свидетельствуют о том, что введение акцепторов стабилизирует отрицательный заряд в интермедиате и ускоряет реакцию.
Движущей силой перегруппировки Брука является образование сильной связи Si-O. В ходе реакции на разрыв связей Si-C и O-H суммарно тратится 451 + 427 = 878 кДж/моль, но при этом выделяется 809 (Si-O) + 338 (C-H) = 1147 кДж/моль.
Перегруппировка проходит с сохранением конфигурации атома кремния, что доказывается следующим Вальденовским циклом:
(+)-Силилгидрид реагирует с хлором, образуя соответствующий силилхлорид с сохранением конфигурации хирального центра. Затем следует реакция нуклеофильного замещения с дифенилметиллитием, которая протекает с обращением конфигурации. Далее в ходе бромирования и гидролиза конфигурация не меняется. Следующим шагом является собственно перегруппировка Брука. Наконец, восстановление алюмигидридом лития (протекающее без изменения конфигурации реакционного центра) приводит к (−)-энантиомеру исходного соединения.

## Вариации
Известны случаи перегруппировки Брука в ацилсиланах. Для некоторых силильных эфиров возможна ретроперегруппировка Брука.

## Применение
К. Такеда разработал метод стереоселективного синтеза восьмичленных циклов (одних из самых тяжелых в получении) с помощью тандема из перегруппировки Брука и [3+4]-аннелирования.